# Úszás a 2009. évi nyári európai ifjúsági olimpiai fesztiválon
A 2009. évi nyári európai ifjúsági olimpiai fesztiválon az úszás versenyszámait  július 19. és július 25. között rendeztek Tamperében, Finnországban.

## Összesített éremtáblázat
| A 2009. évi nyári európai ifjúsági olimpiai fesztivál összesített éremtáblázata úszásban | A 2009. évi nyári európai ifjúsági olimpiai fesztivál összesített éremtáblázata úszásban | A 2009. évi nyári európai ifjúsági olimpiai fesztivál összesített éremtáblázata úszásban | A 2009. évi nyári európai ifjúsági olimpiai fesztivál összesített éremtáblázata úszásban | A 2009. évi nyári európai ifjúsági olimpiai fesztivál összesített éremtáblázata úszásban | Olimpia  |
| ---------------------------------------------------------------------------------------- | ---------------------------------------------------------------------------------------- | ---------------------------------------------------------------------------------------- | ---------------------------------------------------------------------------------------- | ---------------------------------------------------------------------------------------- | -------- |
|                                                                                          | Ország                                                                                   | Arany                                                                                    | Ezüst                                                                                    | Bronz                                                                                    | Összesen |
| 1.                                                                                       | Németország                                                                              | 8                                                                                        | 3                                                                                        | 3                                                                                        | 14       |
| 2.                                                                                       | Olaszország                                                                              | 5                                                                                        | 4                                                                                        | 3                                                                                        | 12       |
| 3.                                                                                       | Franciaország                                                                            | 5                                                                                        | 4                                                                                        | 1                                                                                        | 10       |
| 4.                                                                                       | Spanyolország                                                                            | 5                                                                                        | 3                                                                                        | 1                                                                                        | 9        |
| 5.                                                                                       | Egyesült Királyság                                                                       | 3                                                                                        | 3                                                                                        | 5                                                                                        | 11       |
| 6.                                                                                       | Lengyelország                                                                            | 2                                                                                        | 3                                                                                        | 3                                                                                        | 8        |
| 7.                                                                                       | Magyarország                                                                             | 1                                                                                        | 1                                                                                        | 2                                                                                        | 4        |
| 8.                                                                                       | Szerbia                                                                                  | 1                                                                                        | 1                                                                                        | 0                                                                                        | 2        |
| 9.                                                                                       | Törökország                                                                              | 1                                                                                        | 0                                                                                        | 1                                                                                        | 2        |
| 10.                                                                                      | Finnország                                                                               | 0                                                                                        | 3                                                                                        | 0                                                                                        | 3        |
| 11.                                                                                      | Ausztria                                                                                 | 0                                                                                        | 2                                                                                        | 1                                                                                        | 3        |
| 12.                                                                                      | Dánia                                                                                    | 0                                                                                        | 1                                                                                        | 2                                                                                        | 3        |
|                                                                                          | Írország                                                                                 | 0                                                                                        | 1                                                                                        | 2                                                                                        | 3        |
| 14.                                                                                      | Ukrajna                                                                                  | 0                                                                                        | 1                                                                                        | 1                                                                                        | 2        |
| 15.                                                                                      | Litvánia                                                                                 | 0                                                                                        | 1                                                                                        | 0                                                                                        | 1        |
|                                                                                          | Portugália                                                                               | 0                                                                                        | 1                                                                                        | 0                                                                                        | 1        |
| 17.                                                                                      | Görögország                                                                              | 0                                                                                        | 0                                                                                        | 3                                                                                        | 3        |
| 18.                                                                                      | Oroszország                                                                              | 0                                                                                        | 0                                                                                        | 2                                                                                        | 2        |
|                                                                                          |                                                                                          |                                                                                          |                                                                                          |                                                                                          |          |
| Összesen                                                                                 | Összesen                                                                                 | 31                                                                                       | 32                                                                                       | 30                                                                                       | 93       |

## Férfi
| A 2009. évi nyári európai ifjúsági olimpiai fesztivál férfi érmesei úszásban | |          |                                                                                                  |          |                                                                                  |          |
| Versenyszám                                                                  | Arany                                                                                               | Arany    | Ezüst                                                                                            | Ezüst    | Bronz                                                                            | Bronz    |
| 50 m gyors                                                                   | Aitor Martinez Rodriguez · Spanyolország                                                            | 22,76    | Clément Mignon · Franciaország                                                                   | 22,94    | Daniel Skaaning · Dánia                                                          | 23,63    |
| 100 m gyors                                                                  | Maximilian Oswald · Németország                                                                     | 50,54    | Aitor Martinez Rodriguez · Spanyolország · Velimir Stjepanovic · Szerbia                         | 50,58    |                                                                                  |          |
| 200 m gyors                                                                  | Maximilian Oswald · Németország                                                                     | 1:50,61  | Alessio Negrelli · Olaszország                                                                   | 1:51,92  | Christian Scheruebl · Ausztria                                                   | 1:52,71  |
| 400 m gyors                                                                  | Myles Crouch-Anderson · Egyesült Királyság                                                          | 3:55,42  | Christian Scheruebl · Ausztria                                                                   | 3:57,10  | Ediz Yildirimer · Törökország                                                    | 3:57,17  |
| 1 500 m gyors                                                                | Ediz Yildirimer · Törökország                                                                       | 15:40,43 | Gustavo Santa · Portugália                                                                       | 15:45,55 | Michal Szuba · Lengyelország                                                     | 15:46,24 |
| 100 m hát                                                                    | Matthew Mcmanemy · Spanyolország                                                                    | 56,55    | Grant Halsall · Egyesült Királyság                                                               | 57,60    | Christian Diener · Németország                                                   | 57,62    |
| 200 m hát                                                                    | Christian Diener · Németország                                                                      | 2:03,78  | Matthew Mcmanemy · Spanyolország                                                                 | 2:05,04  | Grant Halsall · Egyesült Királyság                                               | 2:05,24  |
| 100 m mell                                                                   | Mikolaj Machnik · Lengyelország                                                                     | 1:03,25  | Matti Mattsson · Finnország                                                                      | 1:04,53  | Panagiotis Samilidis · Görögország                                               | 1:04,54  |
| 200 m mell                                                                   | Flavio Bizzarr · Olaszország                                                                        | 2:15,35  | Mikolaj Machnik · Lengyelország                                                                  | 2:15,63  | Panagiotis Samilidis · Görögország                                               | 2:17,92  |
| 100 m pillangó                                                               | Velimir Stjepanovic · Szerbia                                                                       | 54,08    | Biczó Bence · Magyarország                                                                       | 54,13    | Matthias Bellance · Franciaország                                                | 55,42    |
| 200 m pillangó                                                               | Biczó Bence · Magyarország                                                                          | 1:58,33  | Viktor B. Bromer · Dánia                                                                         | 2:01,35  | Lukasz Chmiel · Lengyelország                                                    | 2:02,32  |
| 200 m vegyes                                                                 | Ieuan Lloyd · Egyesült Királyság                                                                    | 2:05,20  | Marcin Suzin · Lengyelország                                                                     | 2:06,37  | Andreas Vazaios · Görögország                                                    | 2:07,36  |
| 400 m vegyes                                                                 | Eduardo Solaeche · Spanyolország                                                                    | 4:24,37  | Ieuan Lloyd · Egyesült Királyság                                                                 | 4:26,35  | Maksym Shemberev · Ukrajna                                                       | 4:28,72  |
| 4 × 100 m gyors                                                              | Franciaország · Julien-Pierre Goyetche · Mathieu Burtez · Samuel-Kevin Lameynardie · Clément Mignon | 3:25,98  | Németország · Maximilian Oswald · Max Mral · Sebastian Schneider · Till Barthel                  | 3:27,69  | Oroszország · Aleksandr Klyukin · Maxim Koshalev · Lemaev Ilya · Dmitry Ermakov  | 3:27,76  |
| 4 × 100 m vegyes                                                             | Lengyelország · Mateusz Wysoczynski · Mikolaj Machnik · Lukasz Chmiel · Pawel Werner                | 3:46,07  | Franciaország · Julien-Pierre Goyetche · Thibault Capitaine · Matthias Bellance · Clément Mignon | 3:50,15  | Dánia · Andreas Schiellerup · Rasmus Dufour · Viktor B. Bromer · Daniel Skaaning | 3:51,04  |

## Női
| A 2009. évi nyári európai ifjúsági olimpiai fesztivál női érmesei úszásban |                                                                                   |         |                                                                                       |         |                                                                                                |         |
| Versenyszám                                                                | Arany                                                                             | Arany   | Ezüst                                                                                 | Ezüst   | Bronz                                                                                          | Bronz   |
| 50 m gyors                                                                 | Léa Wissocq · Franciaország                                                       | 26,31   | Giedre Grigonyte · Litvánia                                                           | 26,51   | Amelia Maughan · Egyesült Királyság                                                            | 26,57   |
| 100 m gyors                                                                | Amelia Maughan · Egyesült Királyság                                               | 56,93   | Charlotte Bonnet · Franciaország                                                      | 56,95   | Giada Trentin · Olaszország                                                                    | 57,19   |
| 200 m gyors                                                                | Johanna Friedrich · Németország                                                   | 2:03,72 | Charlotte Bonnet · Franciaország                                                      | 2:03,86 | Kathryn Woolston-Thomas · Egyesült Királyság                                                   | 2:04,44 |
| 400 m gyors                                                                | Charlotte Bonnet · Franciaország                                                  | 4:15,88 | Sycerika Mcmahon · Írország                                                           | 4:16,00 | Donata Kilijanska · Lengyelország                                                              | 4:16,54 |
| 800 m gyors                                                                | Charlotte Bonnet · Franciaország                                                  | 8:40,66 | Donata Kilijanska · Lengyelország                                                     | 8:49,17 | Rachael Williamson · Egyesült Királyság                                                        | 8:58,80 |
| 100 m hát                                                                  | Alexandra Wenk · Németország                                                      | 1:02,01 | Federica Meloni · Olaszország                                                         | 1:03,57 | Szilágyi Liliána · Magyarország                                                                | 1:04,09 |
| 200 m hát                                                                  | Federica Meloni · Olaszország                                                     | 2:15,30 | Eileen Diener · Németország                                                           | 2:17,36 | Cristina Garcia · Spanyolország                                                                | 2:17,47 |
| 100 m mell                                                                 | Carlotta Toni · Olaszország                                                       | 1:10,25 | Jenna Laukkanen · Finnország                                                          | 1:10,80 | Julia Willers · Németország                                                                    | 1:11,56 |
| 200 m mell                                                                 | Carlotta Toni · Olaszország                                                       | 2:30,22 | Jenna Laukkanen · Finnország                                                          | 2:34,15 | Tatiana Chudnova · Oroszország                                                                 | 2:34,55 |
| 100 m pillangó                                                             | Alexandra Wenk · Németország                                                      | 1:01,42 | Eva Chavez-Diaz · Ausztria                                                            | 1:03,13 | Arianna Letrari · Olaszország                                                                  | 1:03,19 |
| 200 m pillangó                                                             | Cristina Garcia · Spanyolország                                                   | 2:16,62 | Yuliya Kyselova · Ukrajna                                                             | 2:17,88 | Patricia Burkhardt · Németország                                                               | 2:18,49 |
| 200 m vegyes                                                               | Alexandra Wenk · Németország                                                      | 2:16,48 | Cristina Garcia · Spanyolország                                                       | 2:18,14 | Sycerika Mcmahon · Írország                                                                    | 2:18,8  |
| 400 m vegyes                                                               | Cristina Garcia · Spanyolország                                                   | 4:50,06 | Carlotta Toni · Olaszország                                                           | 4:53,14 | Sycerika Mcmahon · Írország                                                                    | 4:53,15 |
| 4 × 100 m gyors                                                            | Franciaország · Léa Wissocq · Camille Gheorghiu · Assia Touati · Charlotte Bonnet | 3:50,40 | Olaszország · Eleonora Costa · Giada Trentin · Arianna Letrari · Diletta Carli        | 3:52,29 | Egyesült Királyság · Amelia Maughan · Natasha Hofton · Rachel Martin · Kathryn Woolston-Thomas | 3:53,79 |
| 4 × 100 m vegyes                                                           | Olaszország · Federica Meloni · Carlotta Toni · Arianna Letrari · Giada Trentin   | 4:15,14 | Németország · Alexandra Wenk · Julia Willers · Patricia Burkhardt · Johanna Friedrich | 4:15,46 | Magyarország · Szilágyi Liliána · Sztankovics Anna · Burián Kata · Baranyai Mór Enikő          | 4:18,30 |

## Vegyes
| A 2009. évi nyári európai ifjúsági olimpiai fesztivál vegyes váltó érmesei úszásban |                                                                                 |         | |         |                                                                                 |         |
| Versenyszám                                                                         | Arany                                                                           | Arany   | Ezüst                                                                                                | Ezüst   | Bronz                                                                           | Bronz   |
| 4 × 200 m vegyes                                                                    | Németország · Maximilian Oswald · Johanna Friedrich · Max Mral · Alexandra Wenk | 7:53,89 | Egyesült Királyság · Myles Crouch-Anderson · Rachel Martin · Matthew Parks · Kathryn Woolston-Thomas | 7:57,79 | Olaszország · Alessio Negrelli · Diletta Carli · Luca Pancari · Federica Meloni | 7:58,88 |